# Glaciar de Planpincieux
El glaciar de Planpincieux (en francés: Glacier de Planpincieux, en italiano: Ghiacciaio di Planpincieux) es un glaciar colgante situado en la ladera sur de las Grandes Jorasses, en el macizo del Mont Blanc de los Alpes. Se encuentra sobre la aldea de Planpincieux, Val Ferret, en el Valle de Aosta. El glaciar tiene una longitud de 2,45 km y una superficie de 1327 km², y su altitud oscila entre 2345 y 3660 metros en una pendiente de 30°. Térmicamente, es un glaciar templado.
A lo largo de los años se han producido varias avalanchas de hielo e inundaciones de origen glaciar que han puesto en peligro la aldea de Planpincieux, en el fondo del valle. El glaciar ha sido monitoreado de cerca desde 2013, y la tasa de desplazamiento registrada en el período estival varía entre 30 y 50 cm por día.
En septiembre de 2019 se produjo una aceleración en la tasa de desplazamiento del glaciar, y los expertos advirtieron que aproximadamente 250 000 metros cúbicos de hielo podrían desprenderse del glaciar. El 24 de septiembre de 2019, el alcalde de Courmayeur ordenó el cierre de las carreteras y la evacuación de la población de la zona de riesgo bajo el glaciar. El peligro inmediato disminuyó con las temperaturas más bajas del otoño e invierno. 
El 5 de agosto de 2020 se volvieron a cerrar las vías de acceso a Val Feret y se evacuó a unas 75 personas, después de que los expertos advirtieran que una gran parte del glaciar podría desprenderse.